# Потулицькі

Герб Гжимала.

Потули́цькі гербу Гжимала (пол. Potuliccy, Potulicki) — польський шляхетський рід Речі Посполитої. Походить із Великопольщі, від Станіслава з Потулиць (1504).

## Представники
- Юзеф Потулицький (1695 — 1734) — чернігівський воєвода